# Seznam československých hráčů v NHL v sezóně 1979/1980
Toto je seznam hráčů Československa a jejich statistiky v sezóně 1979/1980 NHL.

| Tým                 | Věk | Hráč              | Post | Počet zápasů | Branky | Asistence | Body | Počet zápasů v play off | Branky v play off | Asistence v play off | Body v play off |
| ------------------- | --- | ----------------- | ---- | ------------ | ------ | --------- | ---- | ----------------------- | ----------------- | -------------------- | --------------- |
| Detroit Red Wings   | 35  | Václav Nedomanský | F    | 79           | 35     | 39        | 74   | Ne                      |                   |                      |                 |
| Toronto Maple Leafs | 29  | Jiří Crha         | G    | 15           | 0      | 0         | 0    | 2                       | 0                 | 0                    | 0               |

- F = Útočník
- G = Brankář